# Robert Marchal (athlétisme)
Pour les articles homonymes, voir Robert Marchal.
Robert Henri Marchal (né le 10 novembre 1901 à Tournan-en-Brie et décédé le 15 juillet 1961) est un athlète français spécialiste du 5 000 mètres et du 10 000 mètres. Licencié à l'Olympique de Paris puis au Red Star Paris, il mesurait 1,60 m pour 50 kg.

## Biographie

### Palmarès
| Date | Compétition                    | Lieu      | Résultat | Épreuve          | Performance   |
| ---- | ------------------------------ | --------- | -------- | ---------------- | ------------- |
| 1924 | Jeux olympiques d'été          | Paris     | 9e       | 10 000 mètres    | 32 min 33 s 0 |
| 1924 | Jeux olympiques d'été          | Paris     | 3e       | Cross par équipe | 20 pts        |
| 1925 | Championnat de France de cross |           | 2e       | Cross-country    |               |
| 1926 | Championnat de France de cross |           | 2e       | Cross-country    |               |
| 1928 | Jeux olympiques d'été          | Amsterdam | 11e      | 10 000 mètres    |               |
| 1929 | Championnats de France         | Colombes  | 1er      | 5 000 mètres     | 15 min 07 s 6 |

### Records
| Épreuve       | Performance   | Lieu | Date |
| ------------- | ------------- | ---- | ---- |
| 10 000 mètres | 31 min 59 s 4 |      | 1925 |